# Preferisco la vacca
Preferisco la vacca (The Kid from Brooklyn) è un film commedia statunitense del 1946, diretto da Norman Z. McLeod e interpretato da Danny Kaye e Virginia Mayo.
La pellicola, prodotta da Samuel Goldwyn è un remake del film di Harold Lloyd La via lattea del 1936.

## Trama
Un giovane lattaio, Burleigh Sullivan, insoddisfatto del suo lavoro ha un sogno: diventare un grande pugile, nonostante sia gracile e inesperto.
Casualmente un giorno gli capita di mettere al tappeto un pretendente ubriaco di sua sorella, Susie, che si rivela essere niente di meno che il pugile professionista Speed McFarlane. Subito la notizia si diffonde nell'ambiente pugilistico e la stampa ne crea un caso giornalistico che convincerà il boss di Burleigh a incoraggiare le ambizioni sportive del suo dipendente.
In realtà la carriera pugilistica apparentemente brillante di Burleigh, che si convince di essere un grande campione, è tutta una montatura a scopo di lucro organizzata alle sue spalle e tutti i suoi avversari sono stati convinti a perdere gli incontri.
Burleigh, che nel frattempo si è montato a tal punto la testa da rovinare il suo rapporto con la graziosa cantante di night club, Polly Pringle, si renderà conto della verità solo quando arriverà a sfidare nuovamente Speed McFarlane per il titolo.